# Sargão I
Sargão I foi um monarca do antigo reino assírio, que teria reinado de 1920 a 1 881 a.C. Ele foi o filho de Icunum.
De acordo com a mitologia local, teria nascido de uma mãe pobre, nas regiões altas do rio Tigre, que o colocou num cesto e confiou-o às águas do rio Eufrates. O cesto com o bebê foi encontrado por um irrigador chamado Akki que o criou como filho. Essa lenda tem um paralelo interessante com o nascimento de Moisés. 
Em 1881 a.C., Sargão I foi sucedido por seu filho Puzurassur II.